# Josef Nebehosteny

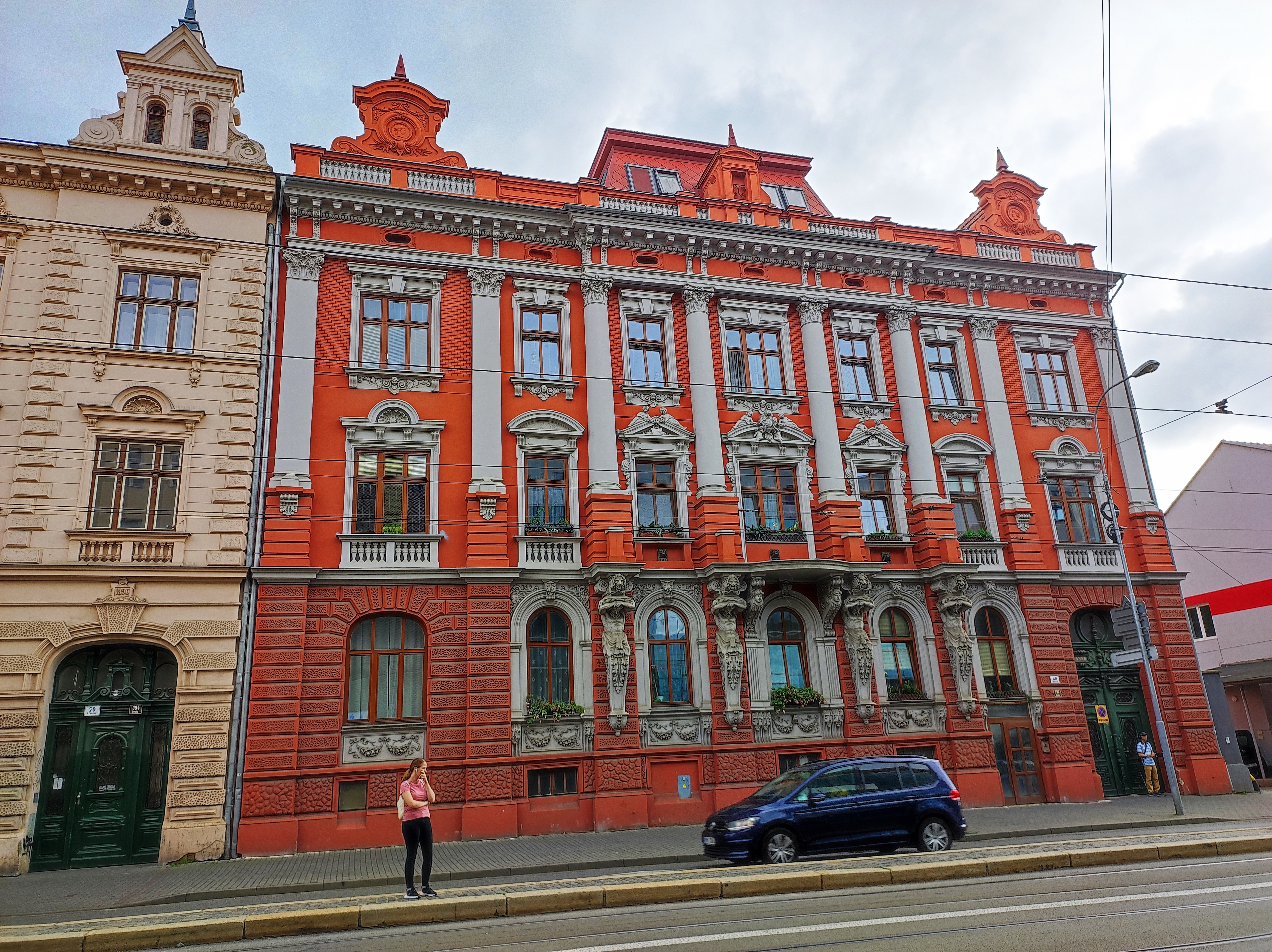
Bydliště Josefa Nebehostenyho v letech 1891–1921

Josef Nebehosteny (8. srpna 1852 Vídeň – 12. ledna 1921 Brno) byl rakouský architekt, stavitel a podnikatel, působící v Brně.

## Život
Nebehosteny studoval v letech 1870–72 na Akademii výtvarných umění ve Vídni. Po studiích absolvoval stáž u architekta Paula Wasserburgera, u rakouské Jižní dráhy a v projekční kanceláři architektů Ferdinanda Fellnera a Hermanna Helmera. V roce 1881 přišel do Brna, kde působil jako provádějící architekt novostavby Městského divadla (dnešního Mahenova divadla). O dva roky později pracoval v Brně už jako samostatný architekt. Postavil řadu veřejných budov, obytných domů a vil.
V letech 1901–1907 zastával funkci 1. viceprezidenta Mährischer Gewerbeverein (Moravského průmyslového spolku). Později, v roce 1909, byl také zvolen prezidentem Sdružení podnikatelů ve stavebnictví. Čtyři roky na to se stal prezidentem Spolku stavitelů na Moravě a ve Slezsku (Verein der Baumeister in Mähren und Schlesien).
V letech 1891-1921 bydlel na Křenové ulici č. 68. Zemřel 12. ledna 1921 v Brně. Jeho tělo bylo převezeno do libereckého krematoria ke spálení a urna s popelem poté uložena do rodinného hrobu na Ústředním hřbitově v Brně.

## Stavby (výběr)
- 1881–1882 – Deutsches Stadttheater (Německé městské divadlo), dnes Mahenovo divadlo v Brně
- 1866  – Moravská tkalcovská škola v Brně, dnes Střední škola umění a designu a Vyšší odborná škola Brno
- 1884  – Schmalův palác, Cejl č. 64
- 1886–1887 – Palác B. a S. Morgensternových v Brně[5]
- 1898–1900 – Moravskoslezská vzájemná pojišťovna v Brně
- 1900 – trojice budov na Židovském hřbitově v Brně[6]
- 1902–1905 – rekonstrukce brněnského hlavního nádraží, úprava vnějšku budovy v secesním stylu[2]
- 1905–1909 – pod jeho dozorem byla vystavěna Dobytčí tržnice na městských jatkách v Brně (zřejmě vycházející z návrhu architekta Georga Osthoffa)
- 1906–1910 – Německá vysoká škola technická v Brně, dnes Fakulta sociálních studií Masarykovy univerzity
- 1906 – Malá vila ve Svitávce.
- 1906–1909 – stavba Justičního paláce v Brně, dnes budova krajského soudu[7]

## Galerie staveb

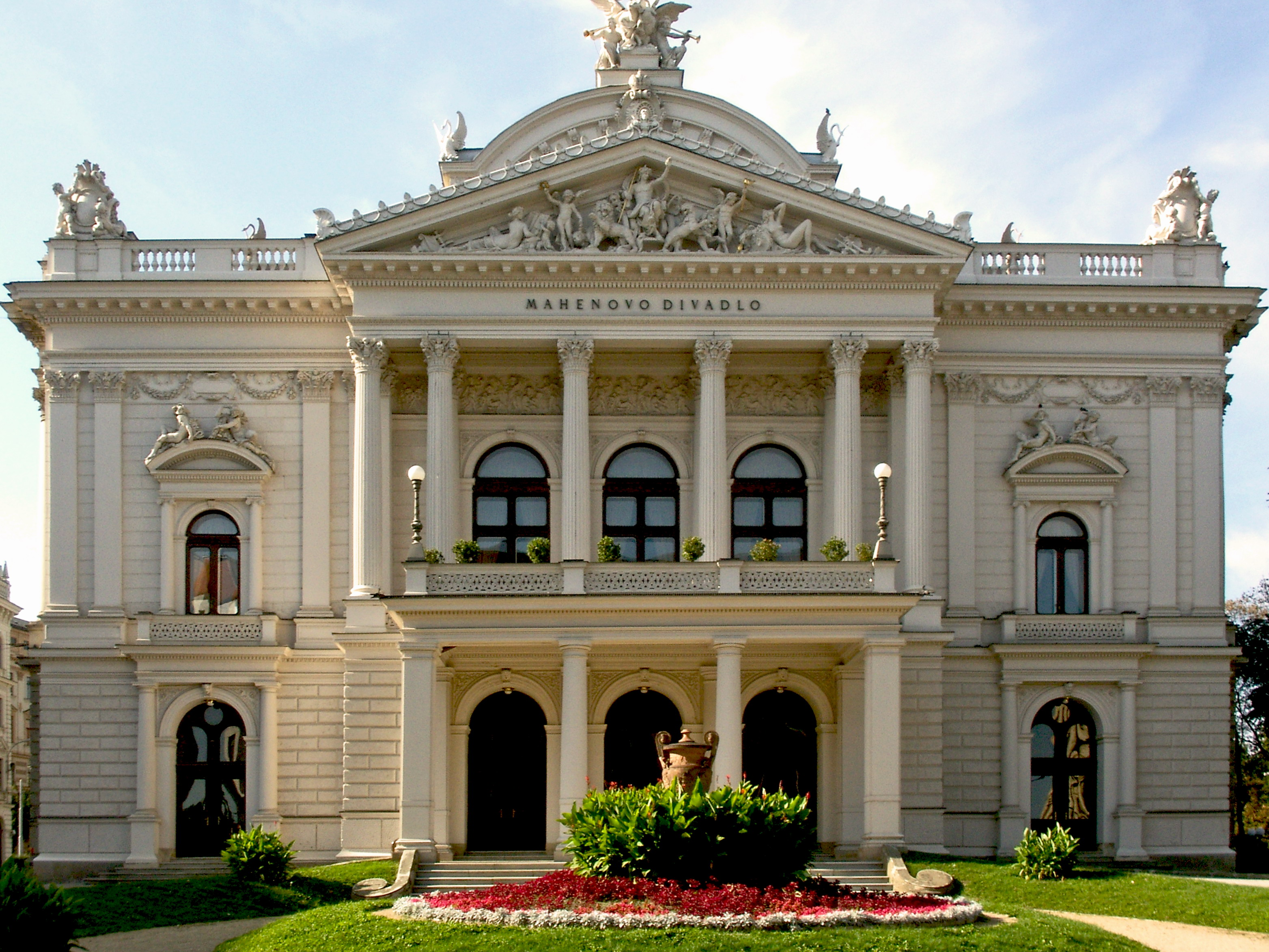
Mahenovo divadlo
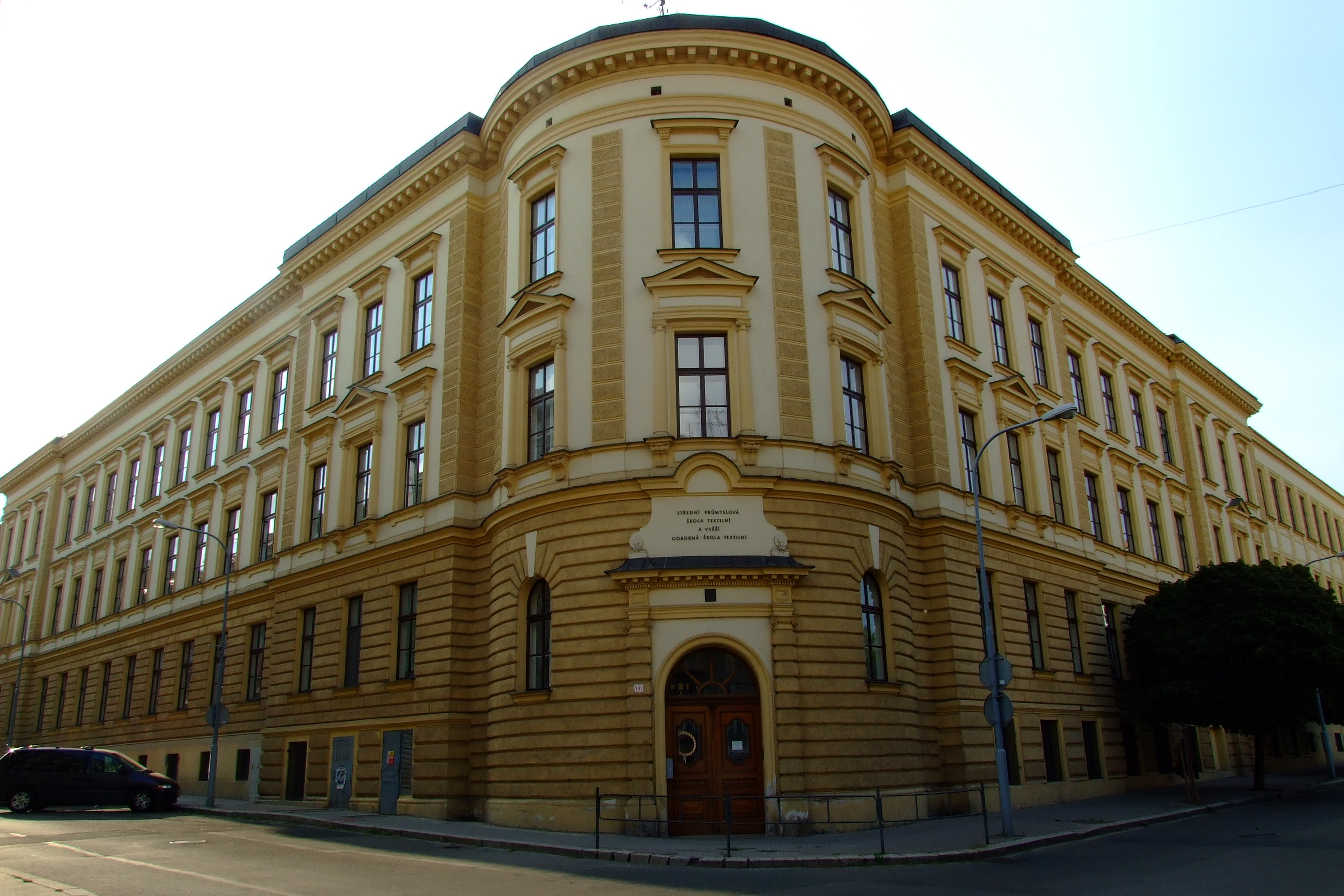
Moravská tkalcovská škola
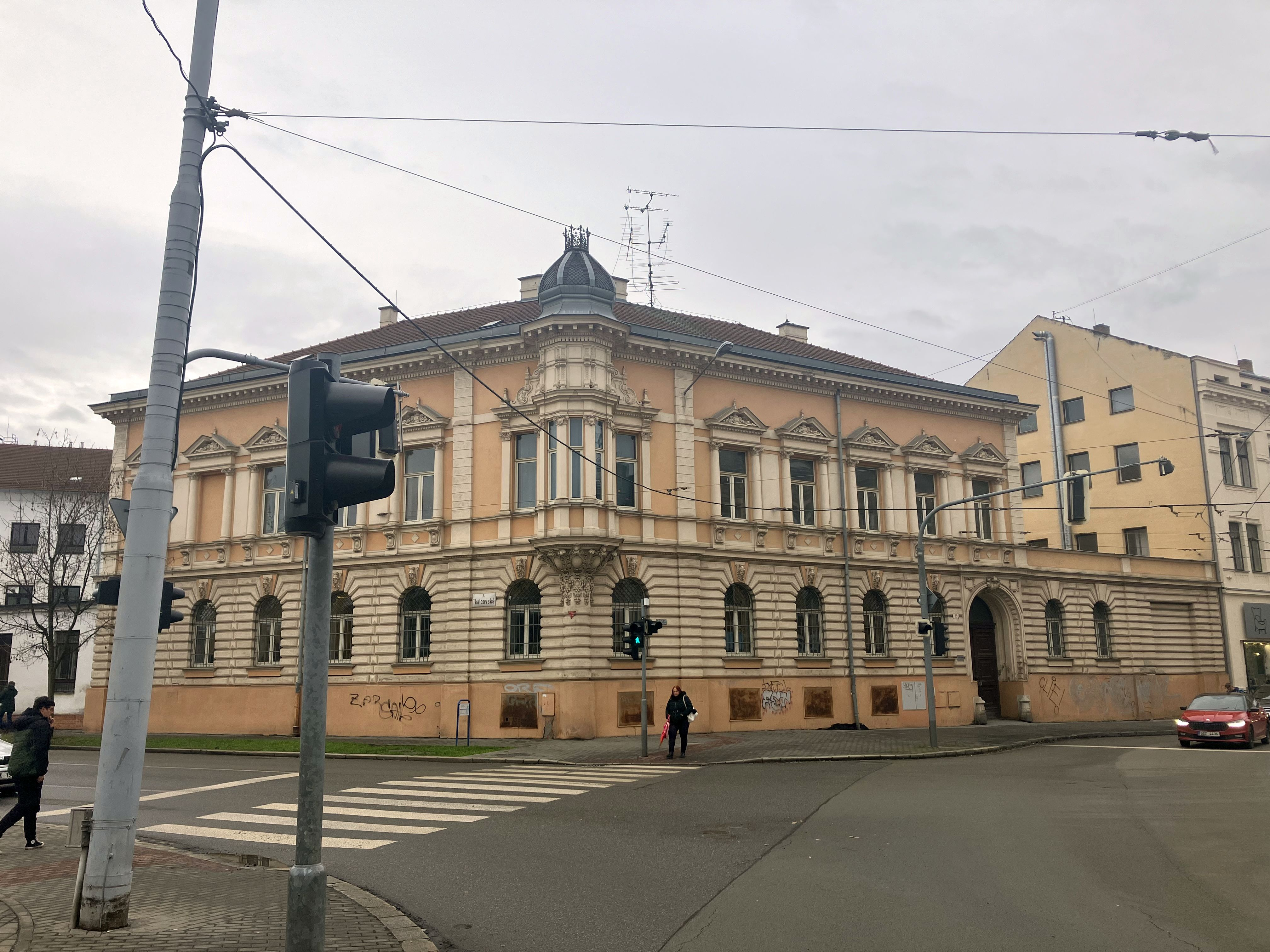
Schmalův palác
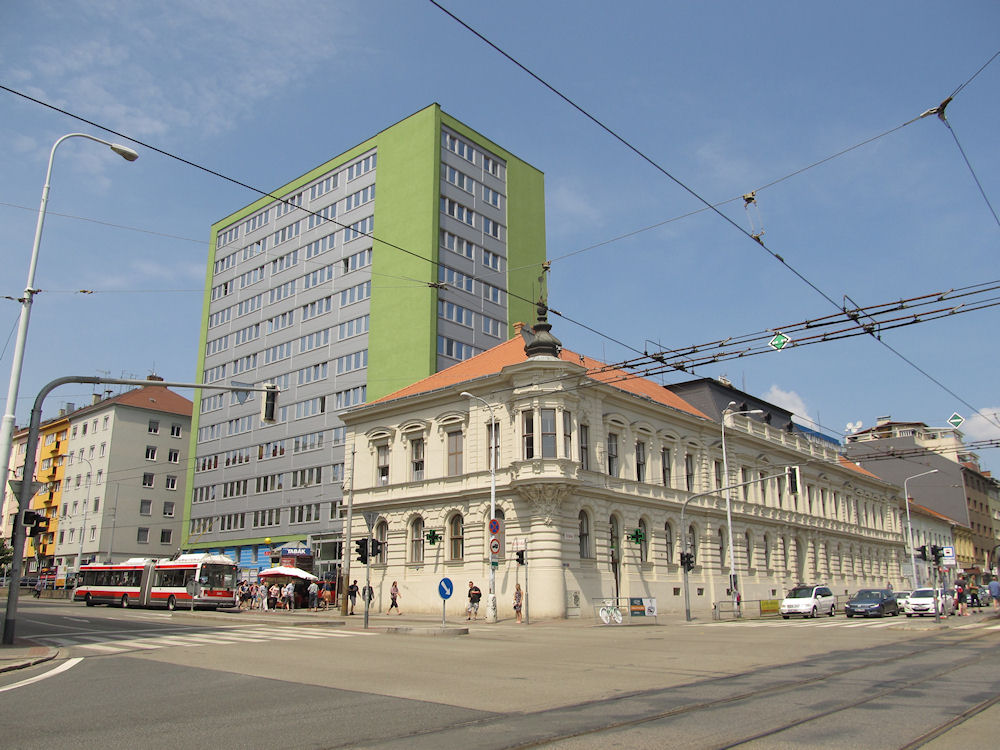
Palác Morgensternových
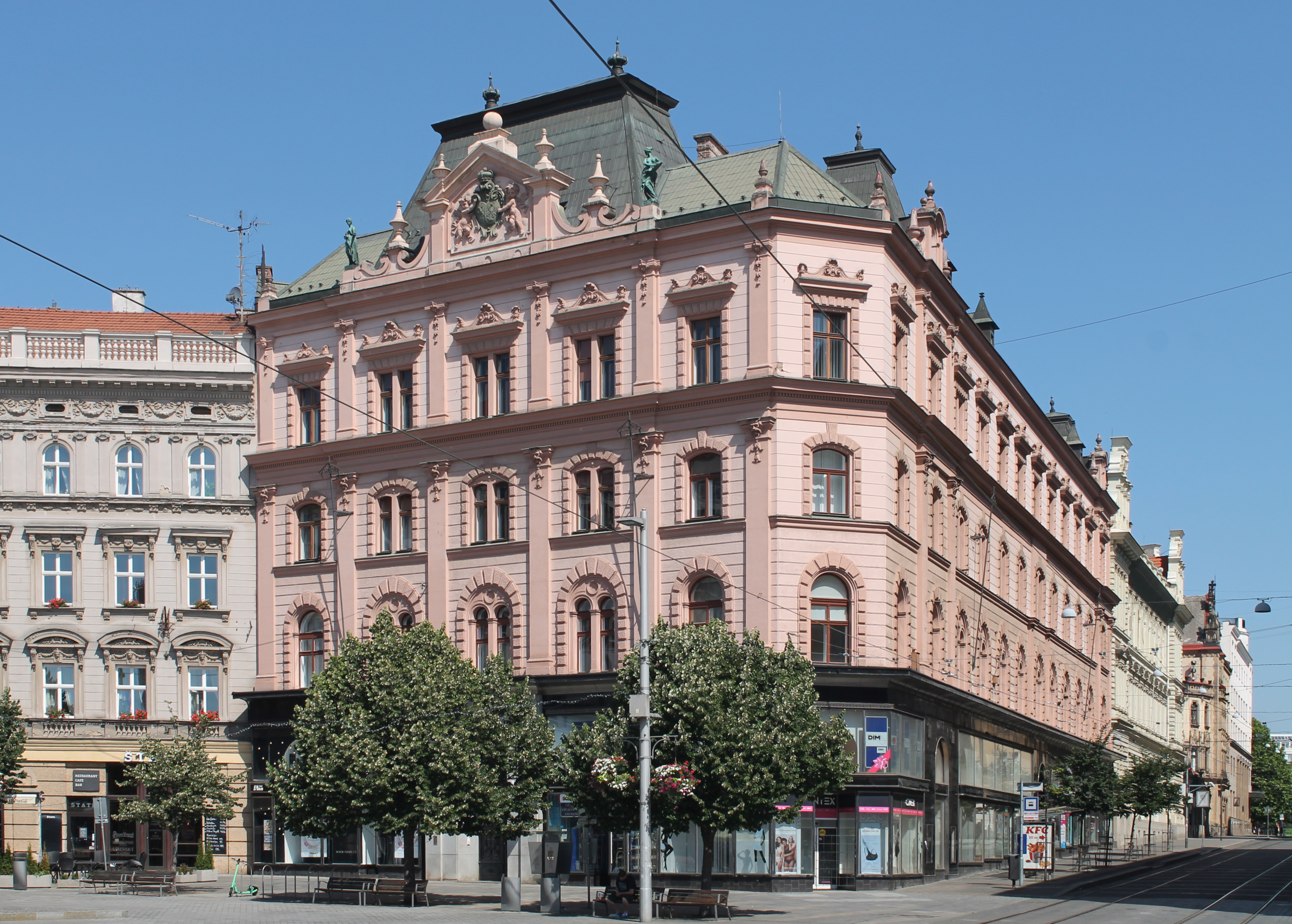
Moravskoslezská vzájemná pojišťovna
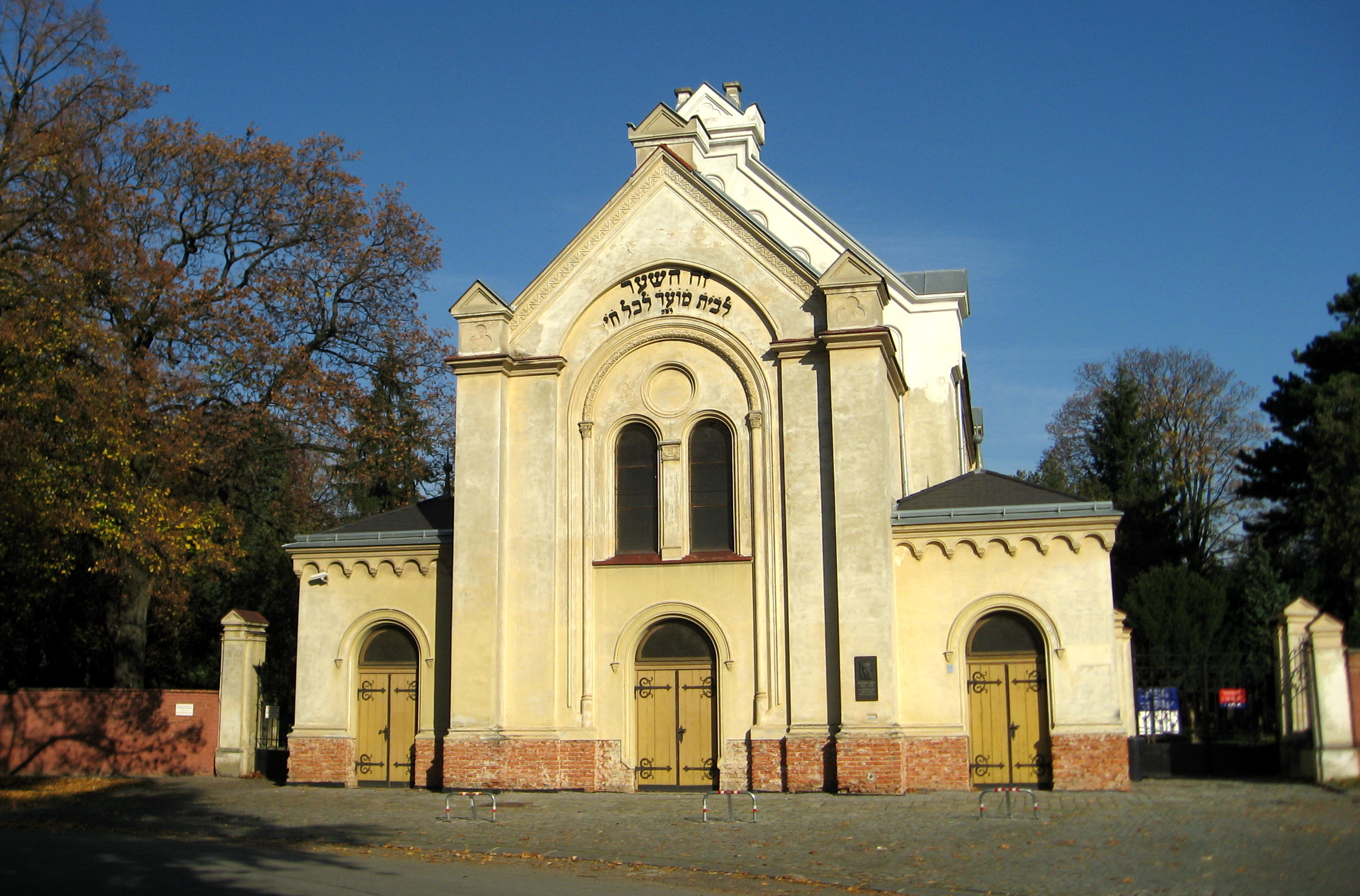
Obřadní síň židovského hřbitova
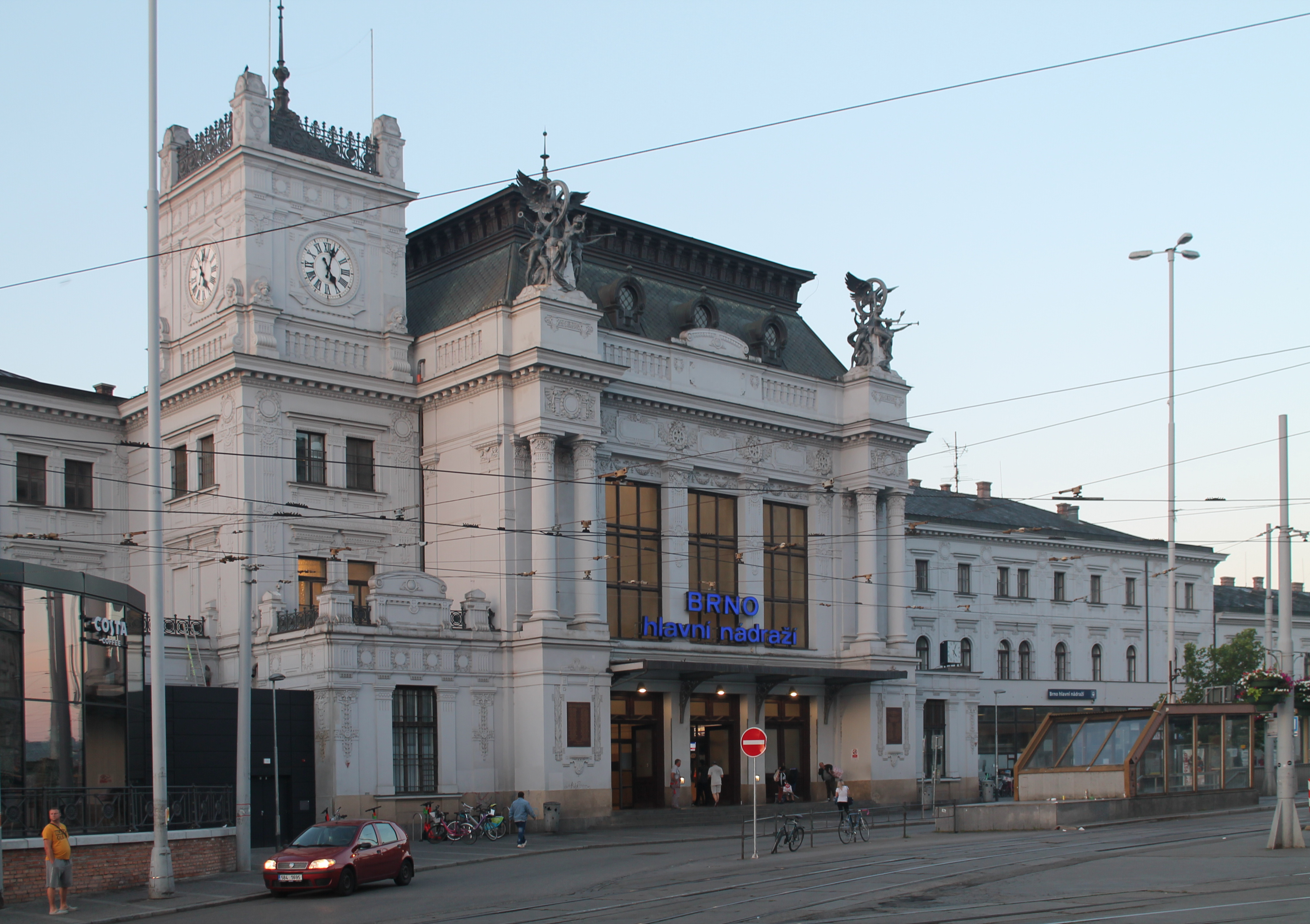
Hlavní nádraží
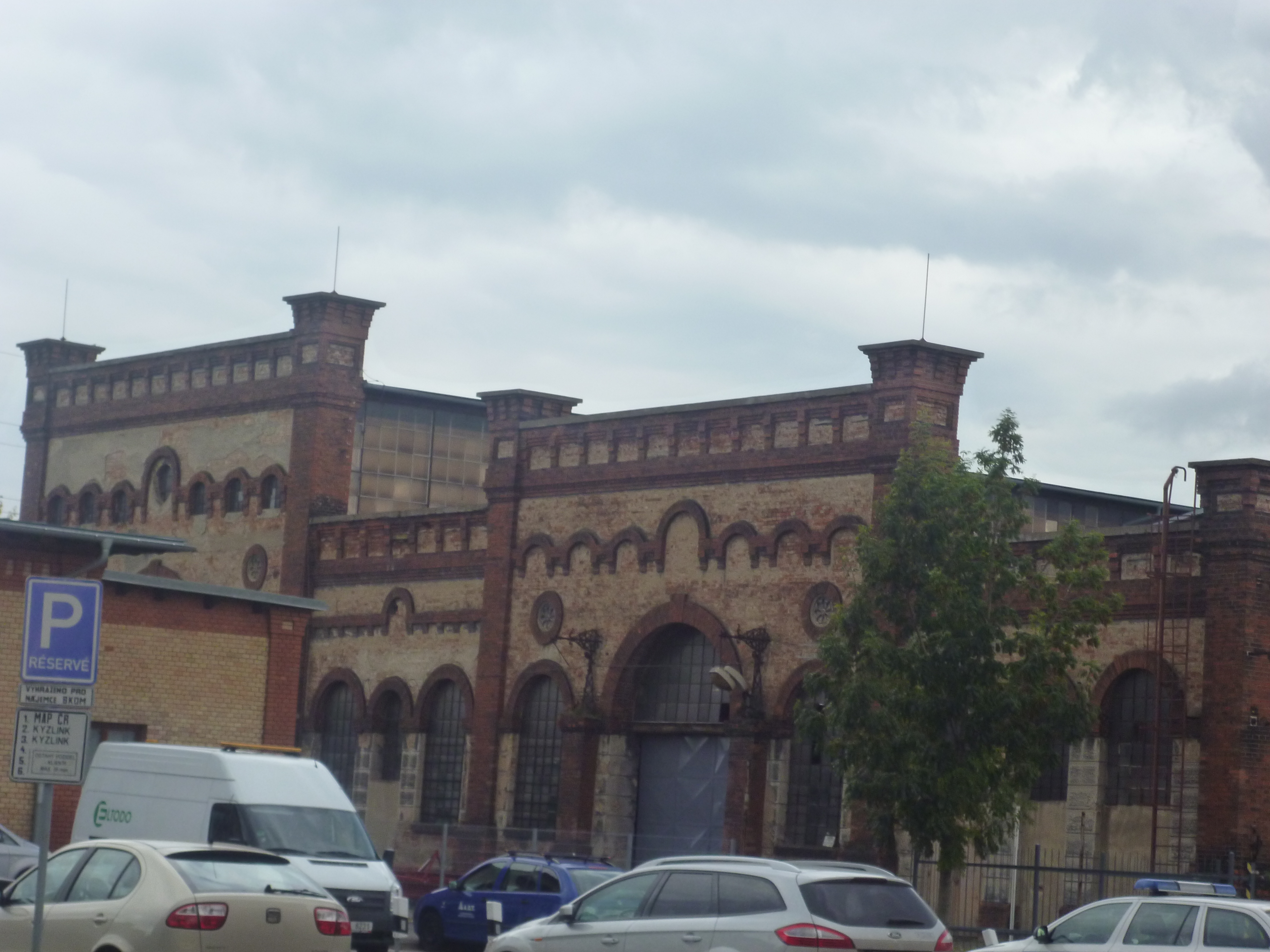
Dobytčí tržnice
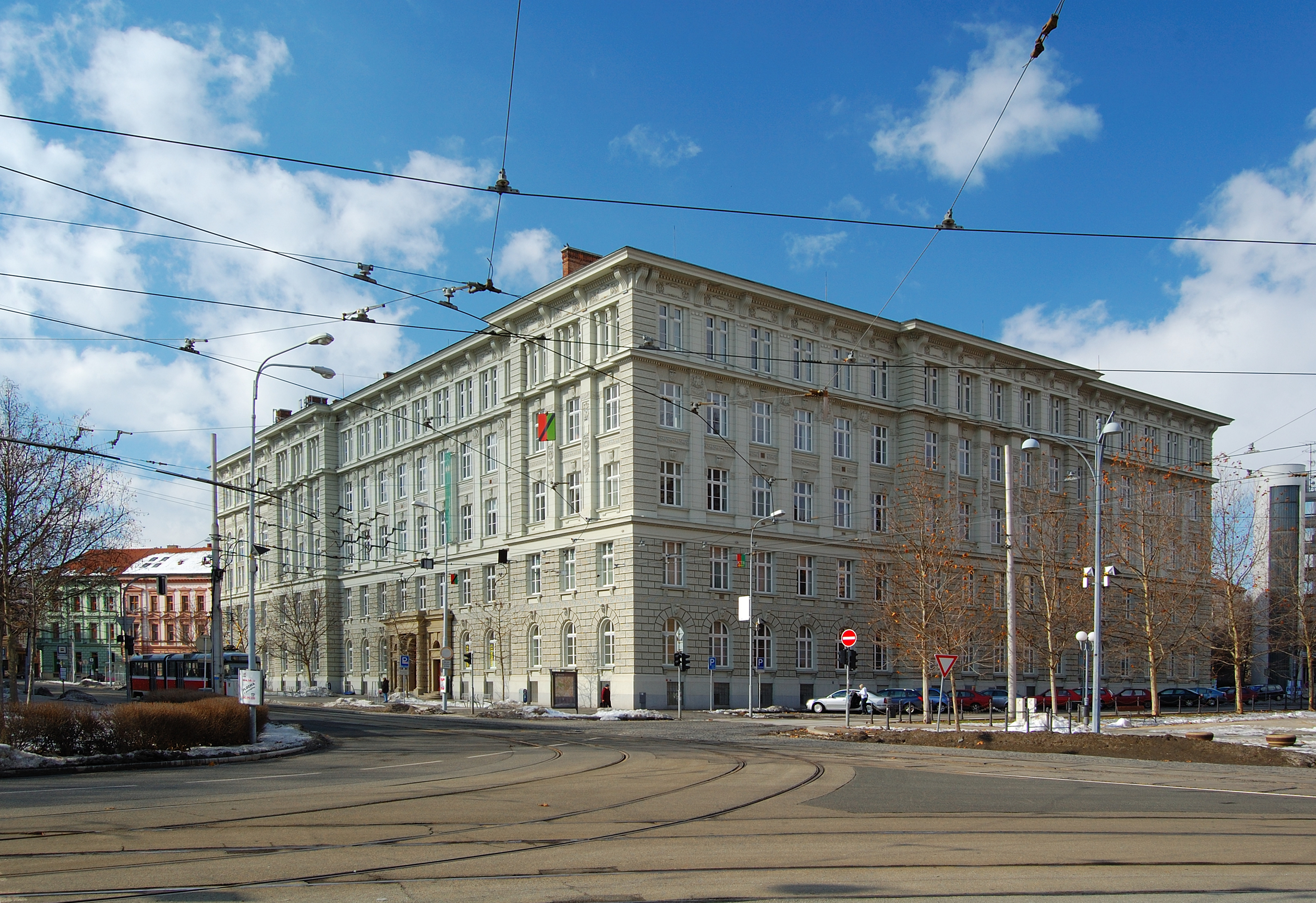
bývalá Německá vysoká škola technická
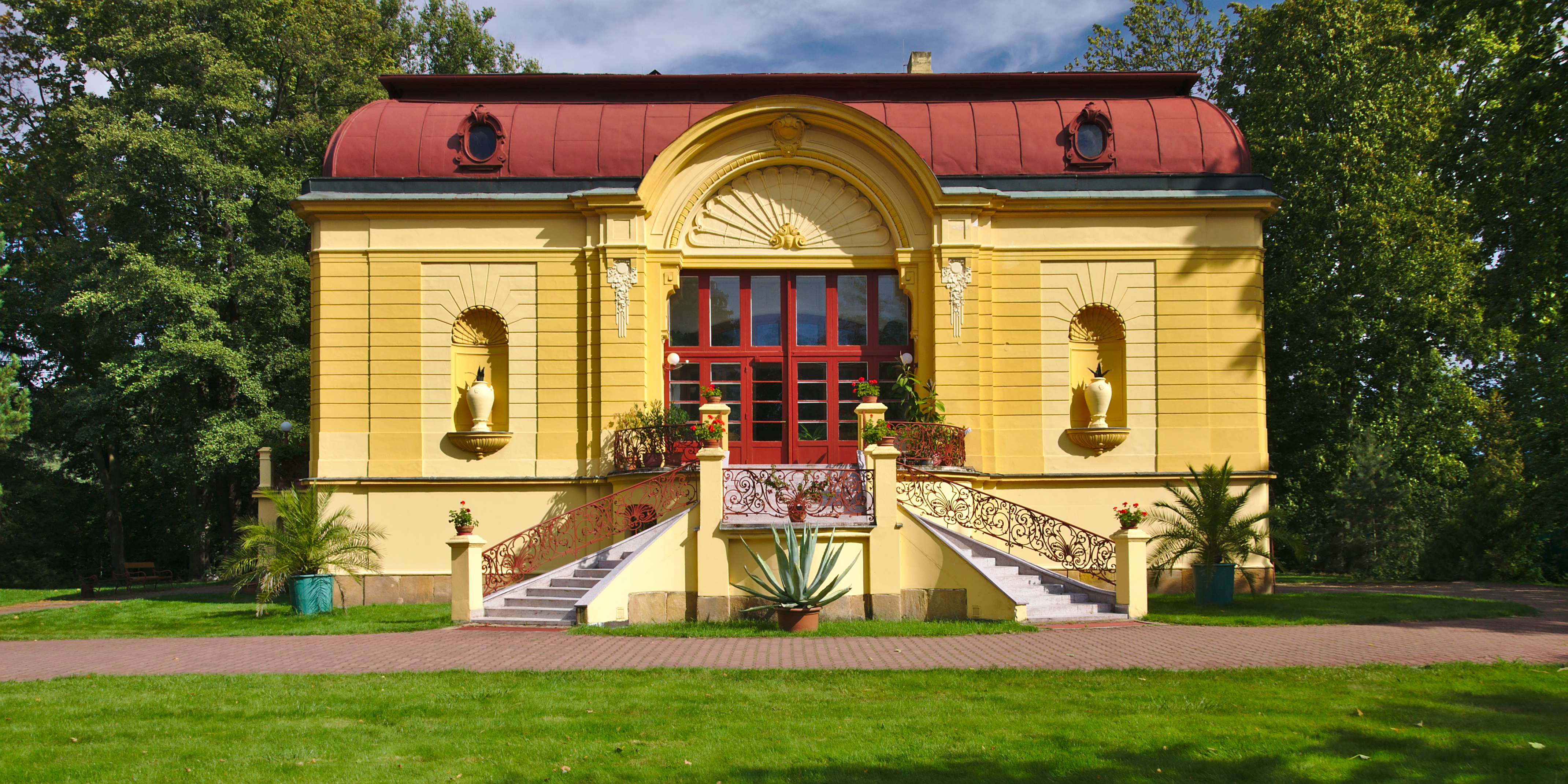
Malá vila továrníka Löw-Beera ve Svitávce
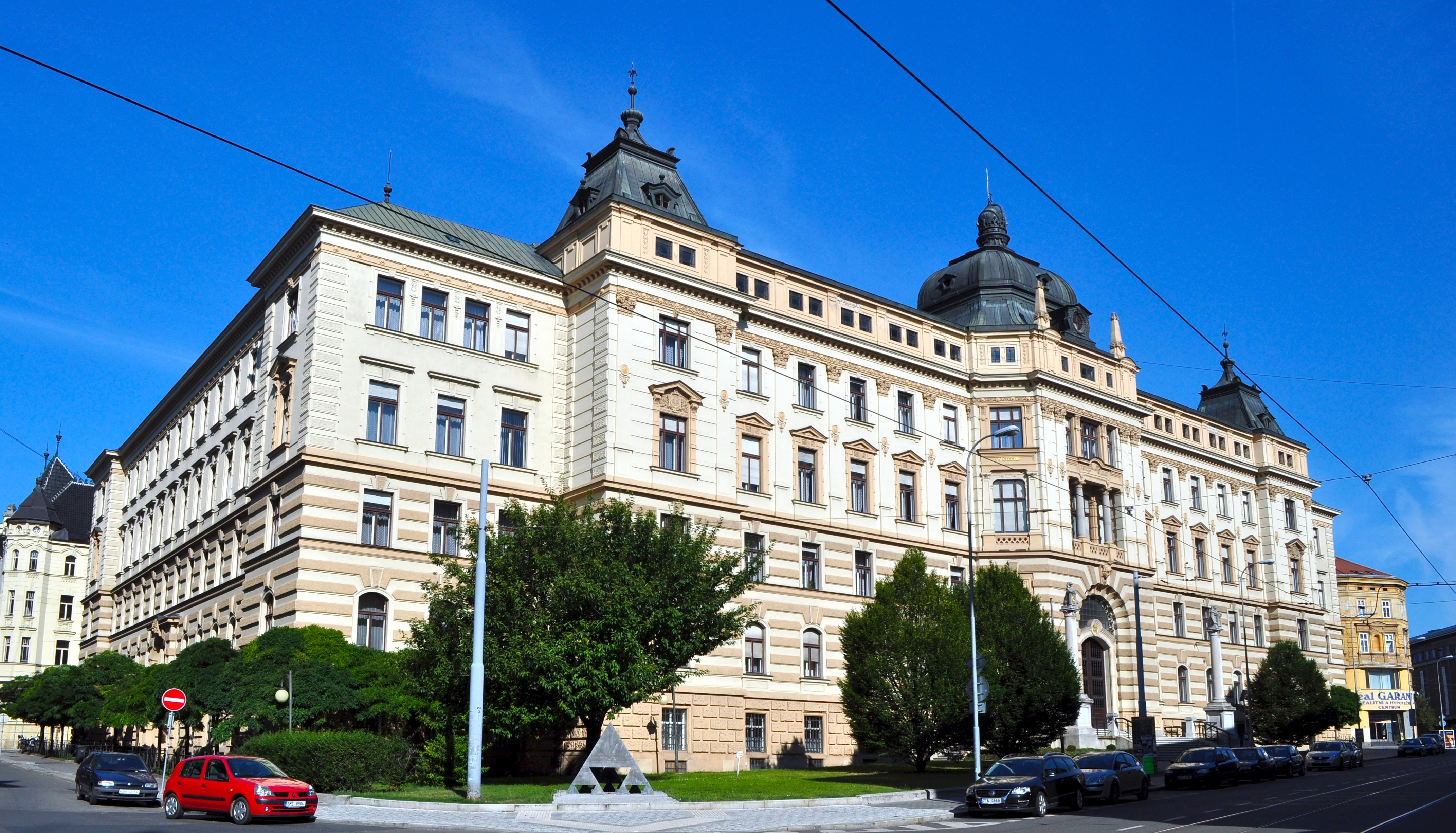
Justiční palác